# Idrottsplatsen
Het Idrottsplatsen was een multifunctioneel stadion in Göteborg, een stad in Zweden. 

## Historie
In 1896 vond de opening plaats van dit stadion, dat aanvankelijk gebouwd werd om te kunnen worden gebruikt voor wielerwedstrijden. Bij de opening stond er een houten tribune waar ongeveer 600 mensen op konden. In het midden lag een grasveld waarop voetbalwedstrijden gespeeld konden worden. Later werden er steeds minder wielerwedstrijden gehouden en werd voetbal steeds populairder. Göteborgs IF was de thuisclub van het stadion en ook voetbalclub IFK Göteborg maakte een tijd gebruik van dit stadion, maar verhuisde voor de thuiswedstrijden steeds vaker naar het Walhalla Idrottsplats omdat Idrottsplatsen steeds verder in verval raakte. Uiteindelijk werd er geld ingezameld om dit stadion te kunnen afbreken en een nieuwe te kunnen bouwen. Op de plek waar het stadion stond is in 1916 een nieuw stadion geopend, het Gamla Ullevi.

## Interlands
| Voetbalinterlands | Voetbalinterlands | Voetbalinterlands  | Voetbalinterlands | Voetbalinterlands | Voetbalinterlands |
| №                 | Datum             | Wedstrijd          | Uitslag           | Competitie        | Toeschouwers      |
| ----------------- | ----------------- | ------------------ | ----------------- | ----------------- | ----------------- |
| 1                 | 12 juli 1908      | Zweden – Noorwegen | 11–3              | vriendschappelijk | 3.000             |